# Aeolidia loui
Aeolidia loui is een slakkensoort uit de familie van de Aeolidiidae. De wetenschappelijke naam van de soort is voor het eerst geldig gepubliceerd in 2016 door Kienberger, Carmona, Pola, Padula, Gosliner & Cervera.